# Darío Serra
Darío Serra Álvarez (Vera, 20 gennaio 2003) è un calciatore spagnolo, attaccante del Vukovar.

## Carriera
È entrato a far parte delle giovanili del Valencia nel 2017 dopo aver giocato con Vera ed Almería. Nella stagione 2021-22 è entrato a far parte della rosa del Valencia Mestalla, squadra riserve del Valencia, con cui ha giocato nella quarta divisione spagnola.
Il 31 gennaio 2023 viene prestato ai Go Ahead Eagles fino al termine della stagione. Il 7 maggio ha debuttato a livello professionistico nell'incontro pareggiato 1-1 contro il Groningen. Il 21 maggio 2023 ha invece segnato il suo primo gol con il club olandese, nella vittoria per 3-0 contro il Volendam.

## Statistiche

### Presenze e reti nei club
Statistiche aggiornate al 28 maggio 2022.
| Stagione        | Squadra           | Campionato      | Campionato | Campionato | Coppe nazionali | Coppe nazionali | Coppe nazionali | Coppe continentali | Coppe continentali | Coppe continentali | Altre coppe | Altre coppe | Altre coppe | Totale | Totale | Totale |
| Stagione        | Squadra           | Comp            | Pres       | Reti       | Comp            | Pres            | Reti            | Comp               | Pres               | Reti               | Comp        | Pres        | Reti        | Pres   | Reti   |        |
| --------------- | ----------------- | --------------- | ---------- | ---------- | --------------- | --------------- | --------------- | ------------------ | ------------------ | ------------------ | ----------- | ----------- | ----------- | ------ | ------ | ------ |
| 2021-2022       | Valencia Mestalla | TDR             | 1          | 0          |                 | -               | -               |                    | -                  | -                  |             | -           | -           | 1      | 0      |        |
| 2022-gen. 2023  | Valencia Mestalla | SF              | 2          | 0          |                 | -               | -               |                    | -                  | -                  |             | -           | -           | 2      | 0      |        |
| gen.-giu. 2023  | Go Ahead Eagles   | ED              | 4          | 1          | CO              | 0               | 0               |                    | -                  | -                  |             | -           | -           | 4      | 1      |        |
| Totale carriera | Totale carriera   | Totale carriera | 7          | 1          |                 | 0               | 0               |                    | -                  | -                  |             | -           | -           | 7      | 1      |        |